# Parque Tecnológico de São José dos Campos
O Parque Tecnológico São José dos Campos é um empreendimento para a promoção de ciência, tecnologia e inovação. Faz parte do Sistema Paulista de Parques Tecnológicos, sendo o primeiro a receber o status definitivo no sistema,  é o  parque tecnológico mais avançado do Brasil. Sua diversidade econômica, acadêmica e urbana o único parque de terceira geração do Brasil.
O parque está instalado em Eugênio de Melo, distrito da zona leste de São José dos Campos. Possui centros de desenvolvimento tecnológicos nas áreas de energia, TIC, aeronáutica, defesa, saúde, e recursos hídricos e saneamento ambiental;. As empresas residentes nos centros empresariais do PqTec atuam nos setores de tecnologia da informação e comunicação, instrumentação eletrônica, geoprocessamento, aeronáutica, defesa, espacial, energia, saude e biomedicina
No ano de 2019 são mais de 9000 pessoas trabalhando ou estudando no Parque, o que o torna o maior parque tecnológico do Brasil. O Parque tem quase 380 empresas/instituições vinculadas, como empresas residentes, startups incubadas e aceleradas, empresas associadas aos arranjos produtivos locais (APLs), institutos de ciência e tecnologia, universidades, entidades da sociedade civil e centros de desenvolvimento tecnológico.
Em 2019 apresenta sua fase de expansão, um bairro planejado denominado "Cidade Tecnológica" com 308.000m2 divididos em 116 lotes de uso diversificado, residências, serviços, residencias estudantes  e empresas, consolidando o parque tecnológico no vale do silício brasileiro, o primeiro distrito de inovação planejado do Brasil.

## História
Os primeiros estudos sobre a criação de um parque tecnológico em São José dos Campos foram realizados em meados da década de 1990, por ocasião de debates acerca do futuro da cidade e de meios para assegurar qualidade de vida ao município e seus habitantes. O desenvolvimento e industrialização do município de São José dos Campos esteve intimamente ligado à tecnologia, desde a criação do Centro Técnico de Aeronáutica em 1946 (mais tarde denominado Departamento de Ciência e Tecnologia Aeroespacial, DCTA); de onde advieram o Instituto Tecnológico de Aeronáutica (ITA) em 1950, o Instituto Nacional de Pesquisas Espaciais (INPE) em 1961, e a Embraer em 1969.
O Parque Tecnológico São José dos Campos foi instituído pelo Decreto Municipal nº 12.367/2006, de autoria do prefeito Eduardo Cury. Para abrigar o PqTec, a Prefeitura adquiriu as instalações de uma fábrica recém-desativada de componentes eletrônicos (Solectron), com cerca de 33 mil m² de área construída e área total de 188.000 m². O terreno fica às margens da via Dutra, e foi declarando como utilidade pública, para se dar início ao acordo entre a prefeitura e a iniciativa do Governo do Estado de se implantar um parque tecnológico na região.
Entre 2006 e 2009 o Parque contou com uma estrutura provisória de gestão, sob responsabilidade conjugada da Fundação de Amparo à Pesquisa do Estado de São Paulo (Fapesp) e da Prefeitura de São José dos Campos. Em 2009, passou a ser gerido pela Associação Parque Tecnológico de São José dos Campos (APTSJC), qualificada como Organização Social pela Prefeitura Municipal. O planejamento macro para o PqTec foi organizado em três etapas: estruturação (2006-2009), consolidação (2010-2015) e expansão (2016-presente).
No dia 28 de dezembro de 2010 o parque foi o primeiro parque tecnológico a receber o credenciamento da Secretaria de Desenvolvimento do Estado de São Paulo no Sistema Paulista de Parques Tecnológicos, em cerimônia na capital paulista, cumprindo os requisitos previstos no decreto n° 54.196/2009.
Em abril de 2016 o PqTec incorporou o Centro para Inovação e Competitividade do Cone Leste Paulista (Cecompi), que já funcionava nas dependências do Parque. O Cecompi contava com uma incubadora de empresas e administrava dois Arranjos Produtivos Locais: o Cluster Aeroespacial e Defesa, e o APL TIC Vale. Ao incorporar o Cecompi, o PqTec se tornou o maior complexo de inovação e empreendedorismo do País.
A área foi expandida através de aquisições pelo município no ano de 2017 para 1.200.000 m²  o perímetro urbano com um plano rezoneamento especifico soma 15 milhões m² ao redor do Parque Tecnológico foi definido através de uma Lei de Zoneamento específica (Zona Especial do Parque Tecnológico, Zeptec), desenvolvendo assim o primeiro distrito de inovação do Pais de forma planejada e estruturada.
No ano de 2018 são mais de 6000 pessoas trabalhando ou estudando no Parque e ao seu redor, o que o torna o maior parque tecnológico do Brasil.

## Centros Empresariais
O Parque Tecnológico tem 4 centros empresariais com uma área total de 55 mil metros quadrados. O Parque oferece às empresas residentes espaço físico e infraestrutura básica para abrigar suas instalações e pessoal, além de serviços para capacitação da gestão e oportunidades de networking com outras empresas, instituições de pesquisa e agentes financiadores. O Centro Empresarial recebe empresas de três eixos verticais: Empreendedorismo Inovador (em muito casos, empresas que iniciaram Incubadora / Aceleradora Nexus), Serviços Estratégicos (que possam agregar valor aos perfis das empresas já instaladas) e Pesquisa, Desenvolvimento e Inovação.

## Nexus Startups
O Nexus é uma incubadora e aceleradora de empresas de base tecnológica sem fins lucrativos que apoia a criação de novos negócios oferecendo o espaço físico para o empreendimento, serviços, assessoria, capacitação e networking. O Nexus pode ser comparado a uma fábrica de empresas: os empreendedores podem começar com uma ideia inicial de negócio e crescer até a consolidação como empresa residente no Centro Empresarial do Parque Tecnológico. O Nexus acompanha o crescimento das empresas, através dos seguintes programas:
- Nexus Labs: Espaço compartilhado (coworking) em que o empreendedor trabalha em projetos que ainda estão no plano das ideias ou em fase bem inicial de elaboração.
- Nexus Growth | Incubadora: Programa de incubação criado para empresas de tecnologia com modelo de negócios baseado na economia tradicional: indústria 4.0, agrotecnologia, internet das coisas, aeroespacial, entre outros.  A empresa ingressa no programa por meio de um processo seletivo e pode ficar na incubação por até dois anos. Os empreendedores participam de mentoria, workshops e avaliações constantes, sempre em busca de alavancar o negócio e fazê-lo crescer.
- Nexus Growth | Aceleradora: Programa de aceleração para empresas com modelo de negócios totalmente digital.  O empreendedor apresenta sua proposta no processo seletivo e, se selecionado, pode ficar na aceleradora por até um ano. Os participantes passam por mentoria, workshops e avaliações específicas, sempre em busca de alavancar o negócio e fazê-lo crescer.
- Nexus Scale-up | Aceleradora: Programa criado para atender as empresas graduadas no Nexus Growth. A empresa é alocada em um espaço do Centro Empresarial do Parque Tecnológico, por um preço de locação mais acessível e com o suporte e a orientação de especialistas. O processo dura até dois anos depois da graduação no Nexus Growth.
- Nexus Scale-up | Centro Empresarial: Programa criado para atender empresas de qualquer origem que desejam se estabelecer no PqTec e já têm produto ou serviço consolidado no mercado.  O Centro Empresarial recebe empresas de três eixos verticais: Empreendedorismo Inovador (em geral, oriundas do Nexus Growth), Serviços Estratégicos (que possam agregar valor aos perfis das empresas já instaladas) e Pesquisa, Desenvolvimento e Inovação. A empresa aluga um espaço do Centro Empresarial e passam por programas de acompanhamento de acordo com sua área de atuação.

## Arranjos Produtivos Locais (APLs)
O Parque Tecnológico São José dos Campos contém 2 Arranjos Produtivos Locais (APLs): Aeroespacial e Defesa, com 94 empresas associadas e TIC Vale, com 67 empresas associadas. Os  APL (ou clusters, em inglês) desenvolvem e coordenam programas com direcionamento na geração de oportunidade para novos negócios e na capacitação de empresas para fomentar a competitividade, a inovação e o crescimento sustentado das cadeias produtivas.

### TIC Vale
O Arranjo Produtivo Local de Tecnologia da Informação e Comunicação (APL TIC Vale) foi criado em 2011 e hoje reúne empresas que atuam no desenvolvimento de hardwares, softwares e serviços de TI, com foco em varejo, cidades inteligentes e indústria 4.0. Este APL busca prover um ambiente favorável ao desenvolvimento tecnológico e de processo contínuo, alinhado às práticas de mercado, e propiciar a capacitação permanente para gestão de produtos e serviços reconhecidos como soluções de classe mundial. Também estimula a implantação de melhores práticas em gestão administrativa e de pessoas para sustentar o crescimento das empresas associadas.
Atualmente, o APL realiza, nas dependências do Parque Tecnológico, a RM Vale TI - Feira de Tecnologia e Inovação.

### Cluster Aero
Com formato de Arranjo Produtivo Local (APL), o Brazilian Aerospace Cluster (Cluster Aero) foi formado em 2009 e reúne empresas das cadeias aeroespacial e defesa. Sua empresa-âncora é a Embraer. Ao todo, são 23 mil postos de trabalho e faturamento anual de U$ 7 bilhões. As empresas, em sua maioria, atuam em consultoria, engenharia, serviços, indústria e manufatura, e defesa e segurança. 
No Brazilian Aeroespace Cluster há empresas de seis estados brasileiros; a maior parte delas (60%), porém, está sediada em São José dos Campos (SP), algumas dentro do próprio Parque Tecnológico.
Vários benefícios são oferecidos pelo Brazilian Aeroespace Cluster às empresas associadas, como participação em feiras nacionais e internacionais, missões comerciais, rodada de negócios, formação de consórcios. E há programas visando a internacionalização, a capacitação e a obtenção de certificações.
O Brazilian Aeroespace Cluster é o executor do Projeto Setorial Aeroespacial da Agência Brasileira de Promoção de Exportações e Investimentos (Apex) e da Agência Brasileira de Desenvolvimento Industrial (ABDI).

## Centros de Desenvolvimento Tecnológicos
O parque possui 5 Centros de Desenvolvimento Tecnológicos (CDTs) voltados para as áreas de energia, tecnologia da informação, aeronáutica, saúde, e para recursos hídricos e saneamento ambiental. Existem também planos para criar CDTs para as áreas espacial, defesa, automotivo, e ferroviário.
Empresas de todos os portes e instituições de P,D&I brasileiras ou estrangeiras podem fazer projetos de forma colaborativa nos Centros de Desenvolvimento Tecnológico (CDTs) do PqTec. Cada CDT normalmente é dedicado a um tema, deve contar com uma empresa ou instituição de pesquisa âncora, abrigar ao menos um projeto estruturante e ter sua colaboração sediada no PqTec. O primeiro a ser criado foi o Centro de Desenvolvimento Tecnológico em Aeronáutica (CDTA), em 2006, e que teve a Embraer como empresa-âncora. Participaram também o Instituto Tecnológico de Aeronáutica (ITA) e o Instituto de Pesquisas Tecnológicas de São Paulo (IPT). O convênio foi encerrado em maio de 2016, depois da realização de um conjunto de estudos e pesquisa, demonstrando o êxito do modelo.

## Parque das Universidades
Uma parte do parque está destinada para as instalações de instituições de ensino, o Parque das Universidades, e conta atualmente com:

### FATEC
A Faculdade de Tecnologia de São José dos Campos Prof. Jessen Vidal forma tecnológos nas área de: Análise e desenvolvimento de Sistemas, Banco de Dados, Gestão da Produção Industrial, Logística, Manufatura Avançada, Manutenção de Aeronaves, Projeto de Estruturas Aeronáuticas.

### UNIFESP
A Universidade Federal de São Paulo (UNIFESP) têm um campus em São José dos Campos, o Instituto de Ciência e Tecnologia, numa área de 126 mil m². A Universidade oferece cursos nos níveis de graduação, mestrado e doutorado, nas áreas de tecnologia da informação, engenharia e biotecnologia. 

### UNESP
A Universidade Estadual Paulista (UNESP) já possuía um campus na região central da cidade, a Faculdade de Odontologia de São José dos Campos. A segunda unidade oferece o curso de Engenharia Ambiental no núcleo do Parque Tecnológico, enquanto sua nova unidade ainda não estiver construída.